# Dufourea californica
Dufourea californica là một loài Hymenoptera trong họ Halictidae. Loài này được Michener mô tả khoa học năm 1935.